# Yuma Murakami
Yuma Murakami (jap. 村上右磨 Murakami Yuma; ur. 12 grudnia 1992 w Obihiro) – japoński łyżwiarz szybki.
Podczas mistrzostw czterech kontynentów w Quebecu w 2023 zdobył srebrny medal w biegu na 500 m. W tym samym roku był czwarty na tym dystansie na mistrzostwach świata na dystansach w Heerenveen.
Wystartował na igrzyskach olimpijskich w Pekinie w 2022, zajmując ósme miejsce w biegu na 500 m.